# Abschlusshäufigkeit
Die Abschlusshäufigkeit ist ein Ausdruck aus dem Bankwesen und gibt an, wie oft im Jahr ein Konto abgeschlossen, d. h. der Kontostand zu einem bestimmten Zeitpunkt durch die Aufstellung und Abrechnung der Einzelpositionen ermittelt wird. Dieses Vorgehen wird Rechnungsabschluss genannt.
Die Abschlusshäufigkeit wird oft in den Allgemeinen Geschäftsbedingungen der Kreditinstitute oder in den Bedingungen für die Leistung einzelner Bankleistungen festgelegt (z. B. innerhalb der Bedingungen für die Eröffnung eines Bankkontos) und erfolgt meistens monatlich, vierteljährlich oder jährlich.